# Правишта
Правишта или Правиште (грч. Ελευθερούπολη, Елефтеруполи) је град и седиште општине Кушница у периферији Источна Македонија и Тракија, Грчка. Према попису из 2021. године било је 4.303 становника.
Бугарски академик и лингвиста Иван Дуриданов бележи да је Правишта патроним од словенског личног имена Прав(о).
Према бугарском географу и историчару, Василу Канчову, у Правишту је 1900. године живело 1.250 Турака, 1.200 Рома и 1.100 Грка. Двадесетих година 20. века муслиманско становништво (Турци и део Рома) принудно је исељено у Турску а на њихово место су насељене грчке избегличке породице. На попису из 1928. године Правишта су имала 4.612 становника.